# Rimvydas Norkus
Rimvydas Norkus (* 17. Januar 1979 in der Klaipėda) ist ein litauischer Zivilprozessrechtler, seit 2024 Generalanwalt, von 2019 bis 2024 Richter des Gerichts der Europäischen Union, ehemaliger Gerichtspräsident des Obersten Gerichts Litauens sowie Professor der Mykolo Romerio universitetas (MRU).

## Leben
Von 1996 bis 2001 beendete Norkus das Diplomstudium der Rechtswissenschaften an der Rechtsfakultät der Universität Vilnius. Ab 2003 lehrt er an der MRU. 2005 promovierte zum Doktor der Rechtswissenschaften an der MRU zum Thema „Summarische Verhandlung der Zivilsachen: theoretische und praktische Aspekte“ in Vilnius. Von September 2012 bis 2019 lehrte er als Professor am Lehrstuhl für Wirtschaftsrecht an der MRU.
Von 1999 bis 2003 arbeitete er als Konsultat und danach als Berater des Vorsitzenden des Zivilsenats und später des Gerichtspräsidents am Lietuvos apeliacinis teismas. Von 2003 bis 2009 beriet er den Vorsitzenden von Lietuvos vyriausiasis administracinis teismas und leitete als Direktor das Departament für Gerichtspraxis. Von 2009 bis 2010 arbeitete er als Jurist-Linguist im Europaparlament. Von 2010 bis 2012 leitete er als Direktor das Departament für Rechtsforschungen am Lietuvos Aukščiausiasis Teismas. Von 2012 bis 2013 war er Richter am Lietuvos apeliacinis teismas. Ab dem 15. April 2005 war er Richter und von Dezember 2014 bis 2019 war er Präsident des Litauischen Obersten Gerichts.